# Immer nie am Meer
Immer nie am Meer ist ein Spielfilm des österreichischen Regisseurs Antonin Svoboda aus dem Jahr 2007. Die Tragikomödie in Form eines Kammerspielfilms wurde von coop99 Filmproduktion GmbH produziert und wird von ihren Schöpfern als „Psychogroteske“ bezeichnet. Die Protagonisten, dargestellt von dem Satiriker-Duo Stermann & Grissemann sowie dem Entertainer Heinz Strunk, sind nach einem Autounfall in einem abgelegenen Waldstück in ihrem Wagen eingeschlossen. Der Filmtitel bezieht sich auf den Titel einer 1999 erschienenen Kurzgeschichtensammlung von Stermann und Grissemann. 2001 veröffentlichte die Münchener Band Moulinettes eine Single gleichen Namens.
Die auf dem Film beruhende Theaterfassung von Bernd Steets wurde unter dem gleichen Titel in Koproduktion des Deutschen Schauspielhauses Hamburg mit den Ruhrfestspielen Recklinghausen 2009 uraufgeführt. Regie: Dominique Schnizer. 2016 folgt eine Produktion des Stücks am Saarländischen Staatstheater Saarbrücken.
Ein ähnliches Thema behandelt auch die französische Filmkomödie Balduin, der Sonntagsfahrer aus dem Jahr 1971 mit Louis de Funès.

## Handlung
Baisch, ein Geschichtsprofessor, begibt sich mit seinem stark betrunkenen Schwager Anzengruber nach der Eröffnungsfeier des neuen Buch- und Weinladens seiner Frau, mit der er in Trennung lebt, auf den Heimweg. Auf der Landstraße nehmen sie den Alleinunterhalter Schwanenmeister mit, der mit seinem Auto nach der Begegnung mit einer Geherin verunglückt ist. Im nächtlichen Wald kommt ihr Wagen von der Straße ab, nachdem auch sie ebenjener Geherin begegneten und ausweichen mussten. Der Weg hangabwärts endet eingeklemmt zwischen zwei Bäumen. Das Fahrzeug ist ein ausgemusterter Dienstwagen des ehemaligen österreichischen Bundespräsidenten Kurt Waldheim und mit Panzerglas ausgerüstet. Da Fensterheber und Schiebedach defekt sind und sich die Scheiben nicht einschlagen lassen, sind die drei Männer im Auto gefangen und müssen auf Hilfe von außen warten. Die Hupe funktioniert dabei ebenso wenig wie ihre Mobiltelefone. Die einzige Verpflegung für die drei besteht aus einem Karton Sekt, einer Schüssel Heringssalat und einem Päckchen Kekse.
Die zunehmende Verzweiflung, abgewechselt mit Ausbrüchen der Heiterkeit, führt im Fahrzeug zu teils absurden, teils tiefgreifenden Dialogen zwischen den Eingeschlossenen.
Als der Bub Toni das Auto entdeckt, schöpfen die drei Insassen neue Hoffnung. Doch Toni hat, einem ausgeprägten jugendlichen Forschungsdrang folgend, mehr Interesse am empirischen Studium der Folgen dieser Gefangenschaft. Durch die Beobachtung von Laborratten erfahren, setzt er seine Untersuchungsobjekte immer neuen Stressreizen aus.
Es gelingt Baisch, den Buben mittels einer Schlinge zu fangen. Er hofft darauf, dass der Bub vermisst und gesucht würde, wodurch auch die drei Eingeschlossenen gerettet würden. Toni gelingt jedoch die Flucht, so dass er den Suchtrupp aufhalten kann. Er muss daraufhin das Ferienlager, in dem er sich befand, verlassen und informiert niemanden über den verunfallten Wagen. Am Ende des Filmes ist zu sehen, wie eine weiße Ratte (die entkommene Laborratte von Tonis Testversuchen) eine lose Kabelverbindung in einem Lüftungsschacht des Fahrzeugs berührt, woraufhin sich das Schiebedach öffnet. Bevor die lethargisch im Wagen sitzenden Männer dies realisieren und reagieren können, schließt sich das Dach wieder.

## Kritik
- Die Titanic schreibt in ihrer Ausgabe vom Oktober 2007: Der Film sei „dringendst empfohlen“, denn trotz des eher weniger bekannten Regisseurs und Darstellern sei es „ein so beklemmendes wie unterhaltsames Folterkammerspiel“.[1]
- Der Spiegel schreibt in seiner Online-Ausgabe vom 3. Oktober 2007: „Ein kleiner, gelungener Alpen-Beckett voll larmoyanter Tiraden und solipsistisch muffiger Männerkrisen.“[2]
- Das Lexikon des Internationalen Films urteilt: „Kabarettistische Versuchsanordnung in Form einer klaustrophobischen Komödie, deren eigenwillige Charaktere über Gott und die Welt schwadronieren, wobei dem schwarzen Humor eine gehörige Portion Depression beigemischt ist.“[3]